# 150035 Вільямсон
150035 Вільямсон (150035 Williamson) — астероїд головного поясу, відкритий 20 листопада 2005 року.
Тіссеранів параметр щодо Юпітера — 3,185.